# Mosfilm
Koordinaten: 55° 43′ 18″ N, 37° 31′ 43″ O

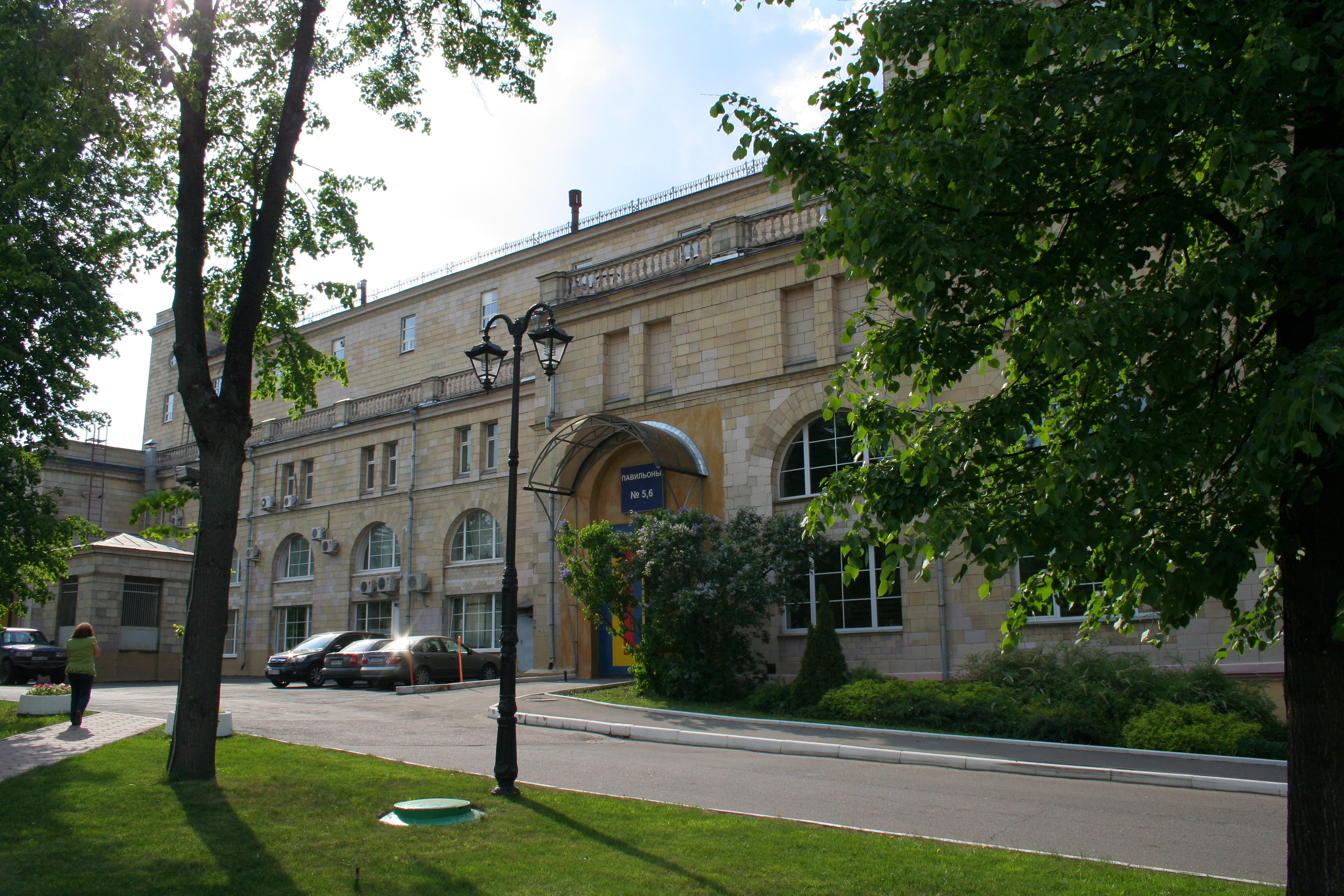
Ein Studio für Dreharbeiten auf dem Mosfilm-Gelände

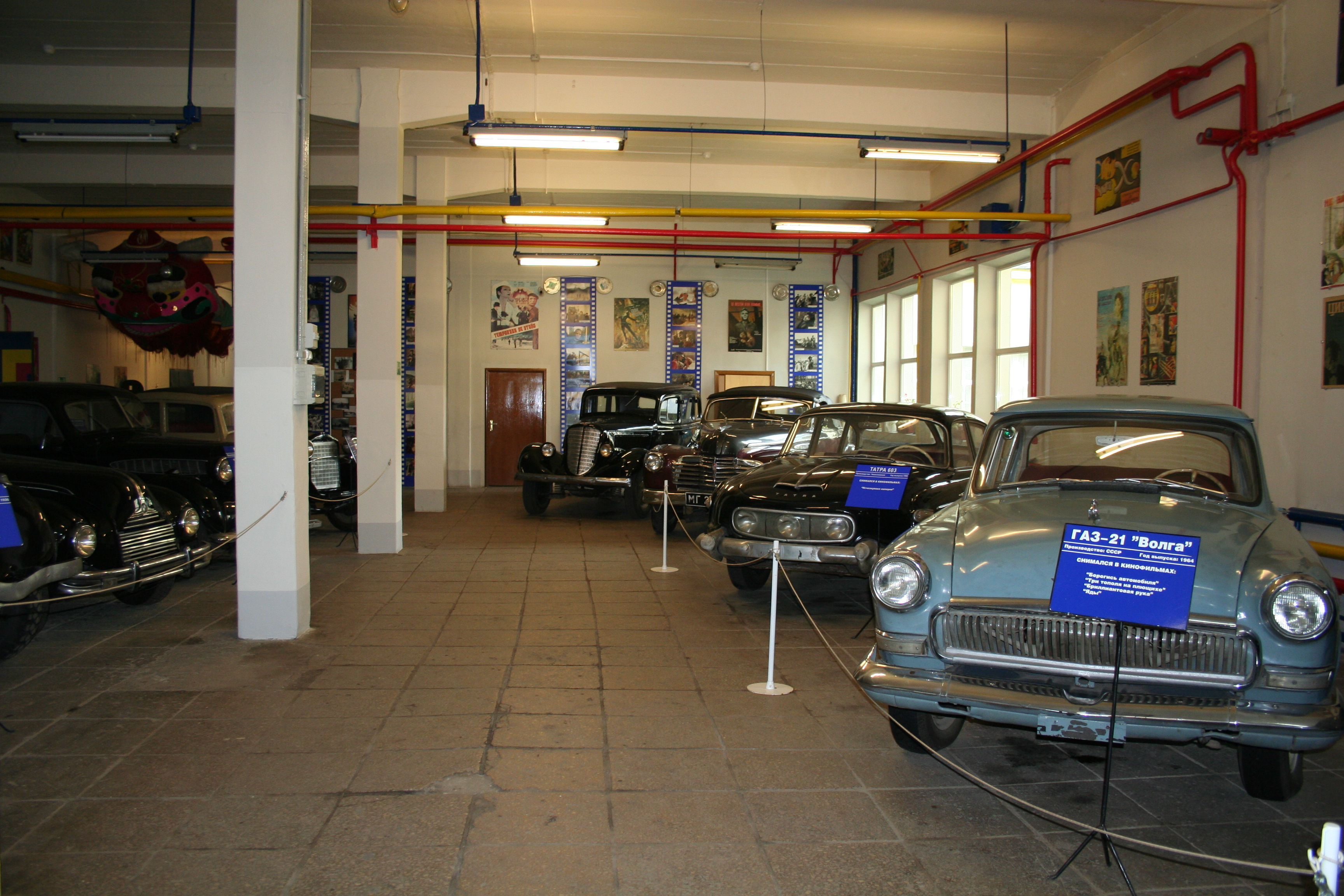
In bekannten Filmen verwendete, historische Automobile im Mosfilm-Museum

Mosfilm (russisch Мосфильм) ist die bekannteste russische Filmgesellschaft und einer der größten Filmkonzerne Europas. Auf dem Firmengelände mit einer Fläche von 345.000 m² befinden sich 13 Studios.

## Geschichte
Mosfilm wurde 1920 aus den beiden verstaatlichten Filmwerkstätten von Alexander Chanschonkow und I. N. Jermolew gebildet. Im Jubiläumsjahr der Oktoberrevolution wurde mit dem Bau des damals so genannten Sojusstudio begonnen, das 1929/30 in vollem Umfang vom Staat monopolisiert wurde und 1935 seinen jetzigen Namen erhielt. Als Logo dient seit 1947 bis heute die monumentale Stahlplastik „Arbeiter und Kolchosbäuerin“ der Bildhauerin Wera Muchina.
Zu Zeiten der Sowjetunion wurden bei Mosfilm etwa 2500 Filme gedreht. Die beliebtesten Filme waren die Tolstoi-Verfilmung von Krieg und Frieden (1966) sowie Moskau glaubt den Tränen nicht, die 100 Millionen Zuschauer in die Kinos brachte.

## Wichtige Persönlichkeiten
Zu den wichtigsten Regisseuren des sowjetischen Films, die in den Mosfilm-Studios arbeiteten und später Weltruhm erlangten, gehören Sergei Eisenstein und Andrei Tarkowski.

## Mosfilm heute

Eingangsschild des Mosfilm-Studios in der Straße Mosfilmovskaya.

Das 34 ha große Studiogelände umfasst inzwischen einen ganzen Stadtteil. Es gibt große Außenkulissen, die der früheren Zarenmetropole St. Petersburg nachempfunden sind, und riesige Pavillons mit Sets, Tonstudios, Requisiten, Kostümdepots und einem Filmmuseum.
Heute wie damals ist Mosfilm in Staatsbesitz und stellt seine Infrastruktur verschiedenen Filmfirmen und künstlerischen Vereinigungen zur Verfügung, an welche neben Aufnahmestudios auch Büros und Spezialeinrichtungen vermietet werden. Das reicht von der Transportlogistik über die Requisiten und Kostüme bis hin zur Pyrotechnik.
Seit 1998 ist der Regisseur, Drehbuchautor und Produzent Karen Schachnasarow (* 1952) Generaldirektor von Mosfilm. 
Seit der Präsidentschaft von Wladimir Putin wurde die technische Ausrüstung modernisiert, allerdings erhält Mosfilm nur noch eine Subventionierung in Höhe von 30 % seines Budgets. Das zwingt das Unternehmen, auf eigene Kinoproduktionen weitgehend zu verzichten und stattdessen seine Infrastruktur an Fernsehproduktionen zu vermieten.
Seit 2021 stellt Mosfilm Originalfassungen mit Untertiteln (OmU) historischer Produktionen in mehreren Sprachen  auf YouTube bereit. Aufgrund zum Teil abgelaufener Regelschutzfristen sind einige davon auch auf anderen Streamingplattformen zu sehen. Heute laufen etwa 120 Projekte jedes Jahr durch das Studio. 
Laut der im Exil im Ausland produzierten kremlkritische Zeitung Nowaja Gaseta lebt das propagandistische Kino vor allem von kremlnahen Fonds und Instituten. Der Mosfilm-Chef Schachnasarow selbst machte bei einem Treffen mit Putin im Jahr 2024 deutlich, dass er seine Aufgabe in der patriotischen Ertüchtigung der russischen Bevölkerung sieht und betonte dabei unter anderem, dass das Studio Steuern in die Staatskasse spüle und auch für den Krieg spende.

## Dokumentarfilm
- Mosfilm. Russlands legendäre Traumfabrik. Dokumentation, Deutschland, 2011, 51 Min., Regie: Elisabeth Weyer, Produktion: hr, arte, Erstsendung: 20. Dezember 2011 auf ARD.